# Каролинка
Каролинка (чеш. Karolinka) град је у Чешкој Републици. Град се налази у управној јединици Злински крај, у оквиру којег припада округу Всетин.

## Становништво
Према подацима о броју становника из 2014. године град је имао 2.637 становника.